# アゴスティーノ・ランツィッロ
アゴスティーノ・ランツィッロ（Agostino Lanzillo、1886年－1952年）は、ジョルジュ・ソレルに師事した革命的サンディカリスムの活動家であり、のちにベニート・ムッソリーニを中心とするファシズムの運動に加わった。南イタリアの出身。

## 思想
永久戦争を唱えた師のソレルに影響を受けたランツィッロは、著書『社会主義の敗北（La disfatta del socialismo）』の中で、戦争（第一次世界大戦）を反資本主義的な革命と結びつける見解を示した。ランツィッロはいわば「塹壕共同体」としての戦争経験者を主体とした「（戦争の継続としての）革命」を志向した。『ポーポロ』紙の編集員であったランツィッロは、こうした見地から同紙の副題を「社会主義日刊紙」から「戦士と生産者の日刊紙」と変えた。
ランツィッロはジョルジュ・ソレルに師事したが、ソレルはプロレタリアート中心の視点を放棄しなかったという点で思想的相違が見られる。